# Mouvement Pour !
Mouvement Pour ! (en letton : Kustība Par!, par!) est un parti politique letton libéral et pro-européen fondé le 26 août 2017. Le président du parti est Daniels Pavļuts. La devise du parti est : « Nous sommes pour la Lettonie, qui est une opportunité pour tout le monde, n'appartient pas à certains et se compose de beaucoup ».